# Herepe
Herepe románul: Herepeia, falu Romániában, Erdélyben, Hunyad megyében.

## Fekvése
Dévától délnyugatra fekvő település.

## Története
Herepe nevét 1491-ben p. Herpelye ad castrumm Solmos pt. néven említette először oklevél.
1491-ben p. Herpelye néven Solymos vár tartozékaként említették.
1601-ben Herpelie, 1601-ben Herpelie, 1733-ban Herepea, 1750-ben Herepeja, 1760–1762 között Herepe, 1808-ban: Herepe, Herpen, Hárepeá ~ Hepriá, 1861-ben 1913-ban és 1913-ban Herepe néven írták.

## Források

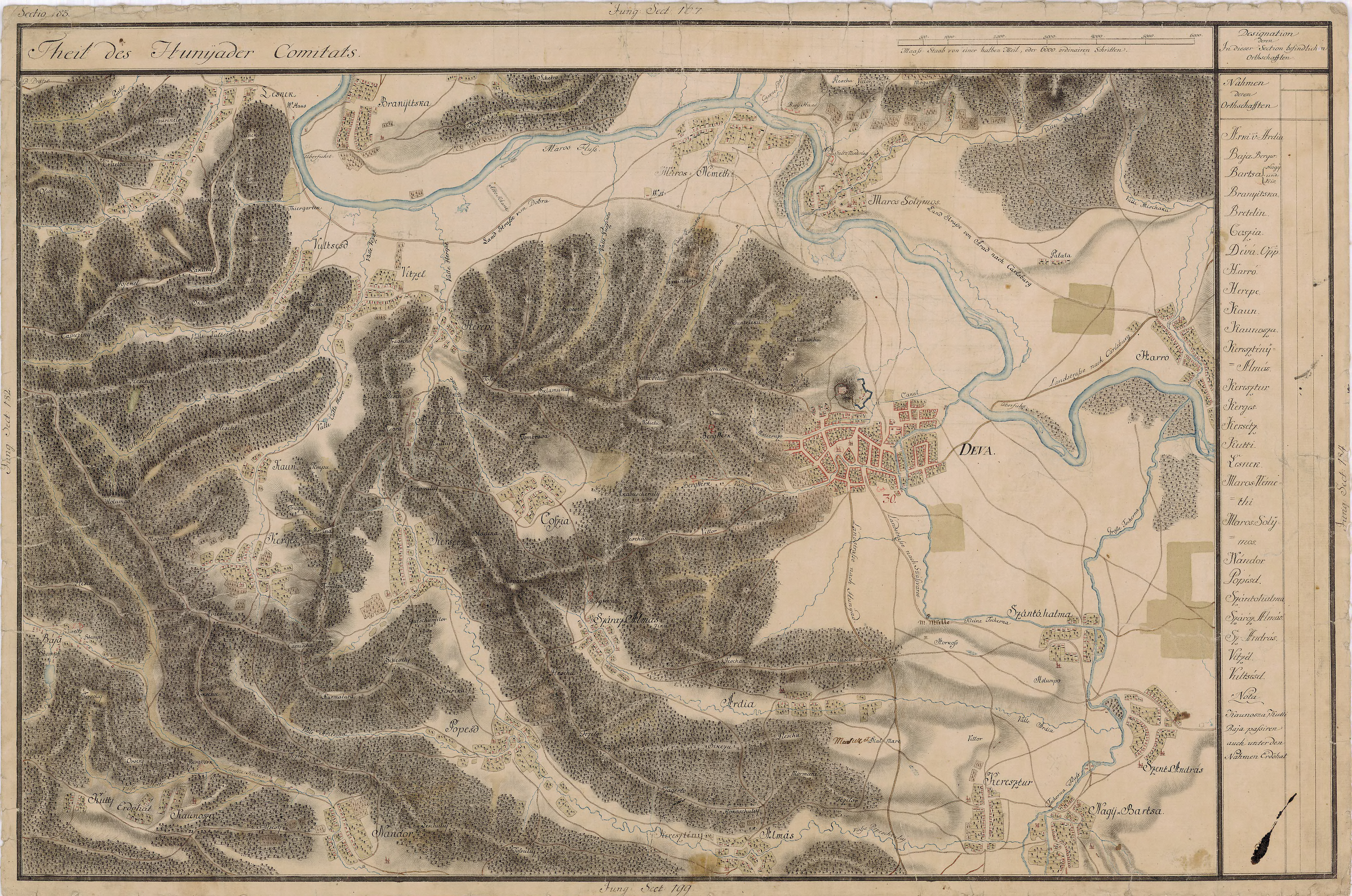
Herepe egy régi térképen